# World of Warcraft: The Burning Crusade
World of Warcraft: The Burning Crusade este prima expansiune majoră pentru popularul joc de rol online masiv multiplayer (MMORPG) World of Warcraft (WoW), dezvoltat și publicat de Blizzard Entertainment. Lansată pe 16 ianuarie 2007, această expansiune a adus numeroase caracteristici noi și conținut care a extins universul jocului și a oferit noi provocări pentru jucători.

## Caracteristici principale
The Burning Crusade a adăugat o varietate de caracteristici și îmbunătățiri jocului de bază, care au avut un impact semnificativ asupra gameplay-ului și asupra comunității de jucători.

### Noi rase jucabile
Expansiunea a introdus două noi rase jucabile, fiecare cu propria sa poveste și abilitate rasială unică:
- Draenei: O rasă de extratereștri exilați care s-au alăturat Alianței. Draenei au o estetică unică și au fost primiți în Azeroth în căutarea unui nou început.
- Blood Elves: O rasă de elfi care s-au alăturat Hoardei după ce au fost respinși de Alianță. Blood Elves au o istorie tragică legată de distrugerea regatului lor de către Scourge.

### Noua zonă de joc: Outland
Outland este o planetă ruinată care servește drept principală locație pentru expansiune. Este împărțită în șapte zone distincte, fiecare cu propria sa tematică și set de quest-uri:
- Hellfire Peninsula
- Zangarmarsh
- Terokkar Forest
- Nagrand
- Blade's Edge Mountains
- Netherstorm
- Shadowmoon Valley

### Nivelul maxim și noi abilități
- Nivelul maxim a fost ridicat de la 60 la 70, oferind jucătorilor 10 nivele suplimentare de conținut și noi abilități pentru fiecare clasă.
- Talente și abilități: Fiecare clasă a primit noi talente și abilități, permițând jucătorilor să-și personalizeze și mai mult personajele.

### Instanțe și raiduri noi
Expansiunea a introdus o serie de noi instanțe și raiduri, oferind jucătorilor noi provocări și oportunități de a obține echipamente puternice:
- Instanțe de nivel 5: Hellfire Ramparts, The Blood Furnace, The Shattered Halls, The Slave Pens, The Underbog, The Steamvault, și altele.
- Raiduri: Karazhan, Gruul's Lair, Magtheridon's Lair, Serpentshrine Cavern, Tempest Keep, și Black Temple.

### Arena PvP
The Burning Crusade a introdus sistemul de Arena PvP, oferind jucătorilor o nouă modalitate competitivă de a se lupta între ei. Jucătorii puteau participa la lupte 2v2, 3v3 și 5v5 pentru a câștiga puncte de arena și pentru a obține echipamente PvP speciale.

## Poveste și lore
Expansiunea se concentrează pe lupta împotriva Legiunii Arzătoare și pe conflictul cu Illidan Stormrage, unul dintre cei mai emblematici antagoniști din universul Warcraft. Jucătorii călătoresc în Outland pentru a se confrunta cu forțele demonice și pentru a pune capăt amenințării reprezentate de Illidan și de aliații săi.

### Principalele facțiuni
- The Sha'tar: O alianță de draenei, elfi, și alte rase care luptă împotriva Legiunii Arzătoare în Shattrath City.
- The Aldor și The Scryers: Două facțiuni rivale din Shattrath City care oferă jucătorilor quest-uri și recompense unice în funcție de afinitatea lor.

## Receptarea critică
The Burning Crusade a fost bine primit de critici și jucători, fiind lăudat pentru adăugarea de conținut semnificativ și pentru îmbunătățirile aduse mecanicilor de joc. Extinderea a fost un succes comercial, vânzând milioane de copii în primele săptămâni de la lansare.

## Impact și influență
Expansiunea a avut un impact major asupra World of Warcraft, stabilind un standard pentru viitoarele extinderi și consolidând poziția jocului ca lider în genul MMORPG. Includerea de noi rase, zone, instanțe și mecanici de joc a menținut interesul și implicarea jucătorilor pe termen lung.

## Moștenire
World of Warcraft: The Burning Crusade este o piatră de temelie în istoria World of Warcraft, oferind o experiență expansivă și captivantă care a extins și îmbunătățit semnificativ jocul original. Cu adăugiri inovatoare și un conținut bogat, The Burning Crusade rămâne una dintre cele mai memorabile și influente expansiuni din seria World of Warcraft.

## Legături externe
- World of Warcraft - mituri si legende
- Site oficial Burning Crusade (SUA)
- Site oficial Burning Crusade Arhivat în 2 august 2015, la Wayback Machine. (EU)
- World of Warcraft: The Burning Crusade la Internet Movie Database
- Burning Crusade la Wowpedia